# Енмеркар
Енмеркар je, према Сумерском попису краљева, био градитељ Урука у древном Сумеру, и владао "420 година" (или 900 према неким копијама).
Попис краљева наводи да је доша како би владао као држвави службеник из града Е-ана, након што му је отац Месх-ки-анг-гасхер, син Утуов, хад "ушао у море и нестао." 
Енмеркар је познат као јунак неколико сумерских легенди, од којих је најпознатија Енмеркар и Господар Арате, где се спомиње прича о томе како су различити језици збунили човечанство. У њој се назива 'сином Утуа' (сумерског бога сунца). Осим што је основао Урук, спомиње се како је саградио храм у Еридуу, па му се чак приписује изум писма - а чија је сврха била да прети Арати да би му се овај покори.
Давид Рол тврди да постоје паралеле између Енмеркара, оснивача Урука, и Нимрода Ловца, оснивача Ереча (библијско име Урука) у Књизи постанка и градитеља Вавилонске куле у пост-библијским легендама. Рол је чак претпоставио да је Ериду крај Ура био првобитна локација библијског Вавилона, и да је тамо пронађени недовршени зигурат, најстарији и највећи у месопотамији, био библијска кула